# Mainstockheim
Mainstockheim település Németországban, azon belül Bajorországban. Lakosainak száma 2010 fő (2023. december 31.).

## Népesség
A település népessége az elmúlt években az alábbi módon változott:
| Lakosok száma | 1348 | 1595 | 1567 | 1630 | 1958 | 1935 | 1955 | 1967 | 1913 | 2010 |
|               | 1875 | 1950 | 1975 | 1987 | 2012 | 2014 | 2016 | 2017 | 2021 | 2023 |